# Помпоний Порфирион
Помпо́ний Порфирио́н (лат. Pomponius Porphyrio; III век) — древнеримский грамматик, известный, в первую очередь, как автор комментариев произведений Горация.

## Биография
Порфирион происходил, вероятно, из Африки. С его именем дошел до нас комментарий к Горацию, типичный образчик школьного толкования этого поэта в III веке. Он дает представление о том, как изучали латинских классиков в римских школах III века.
Порфирион заботился в особенности об установлении истинного смысла в спорных местах, определении грамматических конструкций, указании поэтических красот и способа произношения. Для знакомства с античными «реалиями» Порфирион дает сравнительно мало. Толкование написано на основании многочисленных пособий (например, сочинения Светония), по большей части, впрочем, не обозначаемых автором с точностью. Он интересуется прежде формальной стороной исследуемых текстов, однако в его примечаниях хватает сведений об исторических персонажах и общественных установлениях, упоминаемых в стихах Горация.
Комментарий Помпония лег в основу других дошедших до нас схолий к Горацию, ложно приписываемых грамматику Акрону. После смерти Помпония Порфириона к основному тексту были сделаны добавления, но своей первоначальной целостности труд не потерял.
Помпоний занимался ещё толкованием поэта Лукана.